# Antanas Račiūnas
Antanas Račiūnas (født 4. september 1905 i Uzliausiai, død 3. april 1984 i Vilnius, Litauen) var en litauisk komponist, pianist og lærer.
Raciunas studerede på Kaunas Musikskole. Han studerede så to år på Ècole Normale de Musique i Paris hos Nadia Boulanger.
Han underviste på forskellige musikskoler i Litauen og tog ved siden af privat timer i komposition hos Aleksandr Tjerepnin.
Han har skrevet 10 symfonier, orkesterværker, operaer, kammermusik, en klaverkoncert, symfoniske digtninge, vokalmusik etc.

## Udvalgte værker
- Symfoni nr. 1 (1933) - for orkester
- Symfoni nr. 2 (1938) - for orkester
- Symfoni nr. 3 (1951) - for orkester
- Symfoni nr. 4 (1960) - for orkester
- Symfoni nr. 5 (1961) - for orkester
- Symfoni nr. 6 (1966) - for orkester
- Symfoni nr. 7 (1969) - for orkester
- Symfoni nr. 8 (1975) - for orkester
- Symfoni nr. 9 (1978) - for orkester
- Symfoni nr. 10 (1980) - for orkester
- "Mysteriet ved Plateliai -søen" (1957) (Symfonisk digtning) - for orkester
- "Jurginas og Ramune" (1958) (Symfonisk digtning) - for orkester
- 2 Klaverkoncerter (1970, 1981) - for klaver og orkester
- Marite (1953) - opera